# Międzynarodowy Dzień Strażaka

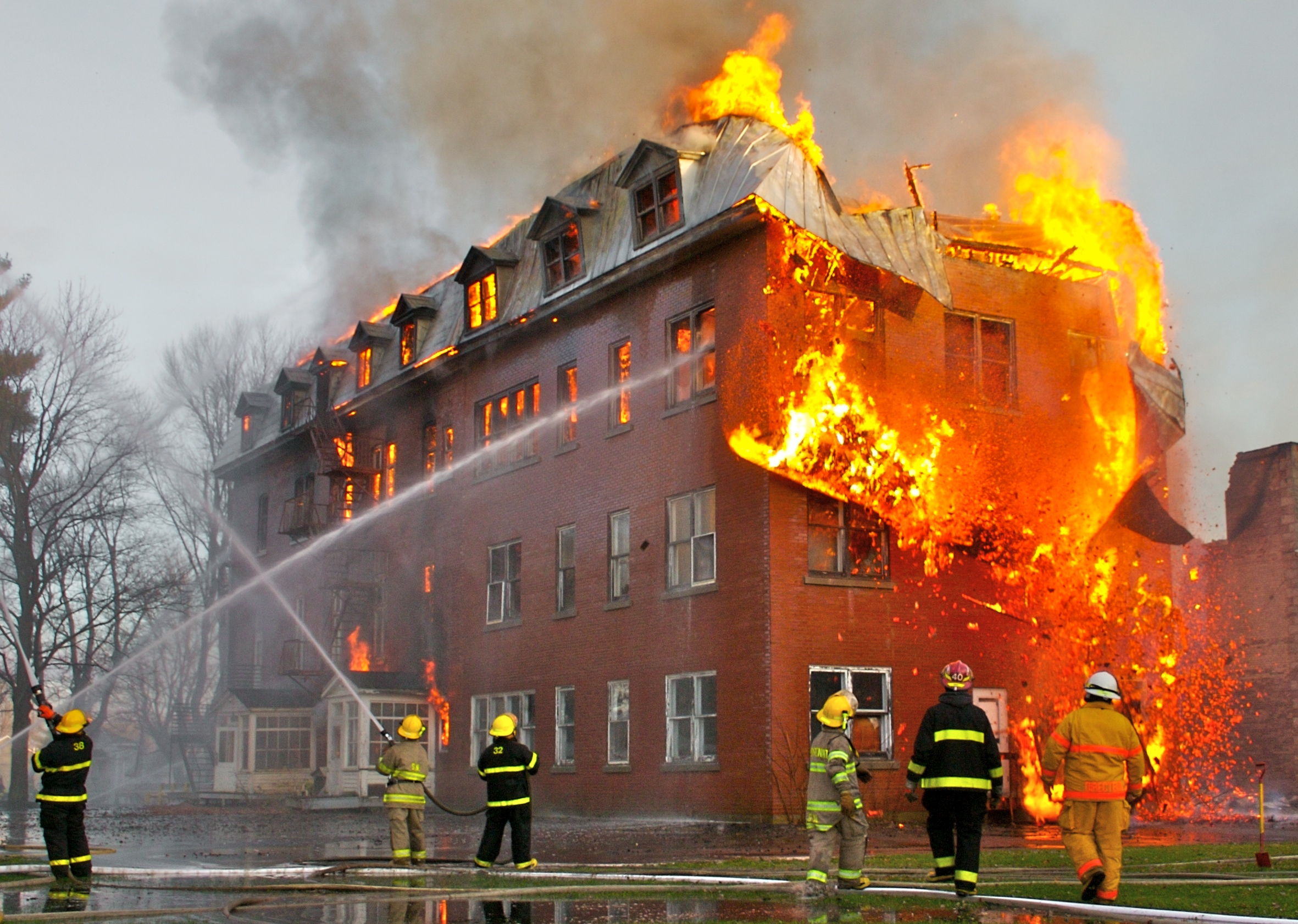
Pożar w Massueville w prowincji Quebec w Kanadzie (27 października 2006)

Międzynarodowy Dzień Strażaka, ang. International Firefighters' Day (skrót IFFD) – międzynarodowe święto strażaków obchodzone 4 maja, w dniu wspomnienia w Kościele katolickim świętego Floriana.
W Polsce od 2003 roku Dzień Strażaka obchodzony jest jako święto zawodowe, ustanowione przez Sejm Rzeczypospolitej Polskiej. Dzień ten nie jest dniem wolnym od pracy.

## Historia
Święto zainicjował australijski strażak J.J. Edmondson z Melbourne na pamiątkę tragicznie zmarłych pięciu kolegów-strażaków (Matta, Stuarta, Jasona, Garry'ego i Chrisa) 2 grudnia 1998 roku w Linton. Próbowali ratować czyjeś życie i mienie w czasie pożaru, jak robią to strażacy na całym świecie.
Jako wyraz szacunku dla poległych strażaków i wsparcie dla ich rodzin, Country Fire Authority [CFA] (Straż Pożarna w stanie Viktoria, Melbourne, w Australii, składająca się w głównej mierze z wolontariuszy) i Victorian community (Wspólnota, społeczność st. Wiktoria) przyjęła sobie za symbol czerwono-niebieską wstążką. Kiedy po raz pierwszy informacja ta trafiła do społeczności internetowej odzew był natychmiastowy od załóg strażackich z USA, które przyjęły noszenie symbolu nie tylko w tym dniu.
Taki odzew zza oceanu oraz listy napływające z różnych stron świata po tragedii, skłoniły właśnie JJ Edmondsona, aby z nadejściem 1999 roku CFA, organizacja uznana na arenie międzynarodowej, stała się symbolem poparcia i szacunku dla wszystkich strażaków świata i dniem, w którym można byłoby wspólnie promować i koordynować obchody.
Po konsultacji, poprzez Wspólnotę z krajowymi i międzynarodowymi strażakami, ustalono termin na dzień wspominania św. Floriana w Kościele katolickim, patrona wszystkich strażaków.

## Znaczenie
Wszystkim strażakom, w hołdzie za ich trud i narażanie życia, w podziękowaniu za pomoc i ratunek oraz tym, co ponieśli śmierć - dzień ten został poświęcony.
Sam J.J. Edmondson powiedział:

(ang.) In the fire service, we fight together against one common enemy – fire – no matter what country we come from, what uniform we wear or what language we speak.

(pol.) "W straży pożarnej, razem walczymy przeciwko jednemu wspólnemu wrogowi - pożarowi - bez względu na kraj, pochodzenie, jaki mundur nosimy i w jakim języku mówimy."

## Obchody
W większości krajów europejskich, tradycyjnie od ponad 150 lat w Dzień św. Floriana, obchodzony jest: Dzień Straży Pożarnej i Dzień Strażaka.

### W Polsce
etos strażacki: Bogu na chwałę, bliźniemu na ratunek

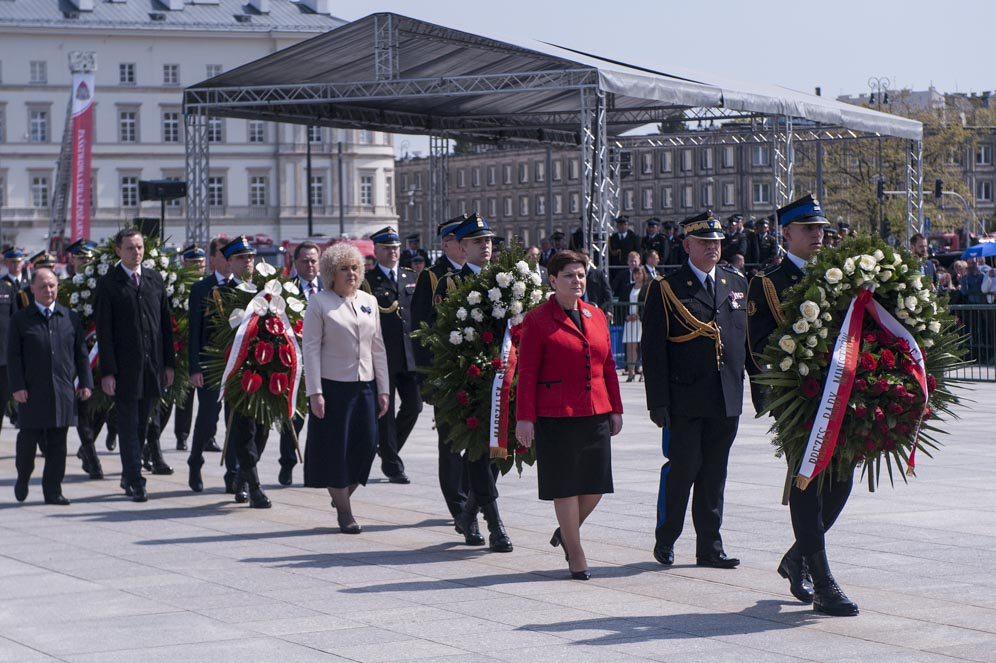
Centralne obchody Dnia Strażaka w Warszawie (2017)

Oficjalnie święto zostało ustanowione w 2002 roku, przez Sejm RP, przy nowelizacji ustawy o Państwowej Straży Pożarnej (PSP) z 1991 roku. Dodany artykuł (art. 30a) formalnie ustanawia Dzień Strażaka. W Polsce świętuje w tym dniu zarówno Państwowa, jak i Ochotnicza Straż Pożarna.
Uroczystości związane z obchodami są m.in. okazją do:
- nominacji na wyższe stopnie oficerskie i aspiranckie,
- wręczenia cywilnych odznaczeń dla wyróżniających się w służbie strażaków:
  - "za Długoletnią Służbę",
  - "Za Zasługi dla Pożarnictwa",
  - "Zasłużony dla Ochrony Przeciwpożarowej", również dla osób, które w sposób szczególny wspierały działalność ochrony przeciwpożarowej,
- zaprezentowania sprzętu straży pożarnej i umiejętności strażaków[5].

Nierzadkim elementem oficjalnych uroczystości jest wręczenie wojskowego medalu "Za Zasługi dla Obronności Kraju", nadawanego przez Ministra Obrony Narodowej.
Po oficjalnych uroczystościach następuje część artystyczna, podczas której odbywają się konkursy lub zawody np. pomiędzy jednostkami pożarniczymi z różnych miast, w których biorą udział zarówno strażacy z Państwowej, jak i Ochotniczej Straży Pożarnej. Częstym akcentem jest udział młodzieży czy zespołów muzycznych.